# A. L. Raghavan
A. L. Raghavan (en tamil: ஏ. எல். ராகவன்; 1933-Chennai, 19 de junio de 2020) fue un actor y cantante de playback indio. Interpretó varios temas musicales para películas en lengua tamil. Estuvo casado con la actriz M. N. Rajam.

## Biografía
A.L. Raghavan comenzó su carrera artística a partir de 1947, tras participar en películas como Krishna Vijayam (1950) y Sudarsanam, en esta última interpretando su personaje como «Lord Krishna». También actuó en una serie de televisión titulada, Aliaigal. Cuando era niño, fue presentado por Chidambaram Jayaraman y participó en un doblaje de una película titulada Vijayakumari, interpretando la voz de una muchacha llamada «Kumari Kamala».
Falleció a los 87 años el 19 de junio de 2020 en un hospital de Chennai donde fue ingresado a causa de un paro cardíaco.